# NGC 1301
NGC 1301 è una vasta galassia a spirale barrata situata nella costellazione dell'Eridano, a una distanza di circa 183 milioni di anni luce dalla nostra Via Lattea.

## Scoperta
La galassia è stata scoperta nel 1886 dall'astronomo statunitense Ormond Stone.

## Descrizione
NGC 1301 ha una classe di luminosità II-III e presenta una larga riga a 21 cm dell'idrogeno neutro.
Nella galassia sono presenti anche regioni di idrogeno ionizzato.

## Supernova
Il 10 luglio 2009, all'interno di NGC 1301 è stata scoperta la supernova SN 2009hh da Giuliano Pignata dell'Università Andrés-Bello e da un gruppo di astronomi nel corso del programma di ricerca di supernove CHASE (CHilean Automatic Supernova sEarch) dell'Università del Cile. La supernova è stata classificata di tipo Ic.